# Magia (álbum de Manuel Wirzt)
Magia es el cuarto álbum del cantante argentino Manuel Wirzt. Fue grabado en Buenos Aires y Los Ángeles y publicado por el sello EMI en 1994.
Este disco supuso uno de los momentos de mayor popularidad de Wirzt, fundamentalmente gracias a la canción "Rescata mi corazón" y a la balada "Por ganar tu amor", ambas con mucha difusión en TV.
Fue certificado Disco de Platino y se alzó con el premio ACE al Mejor Álbum Artista Masculino Pop / Rock, galardón otorgado por la Asociación de Cronistas del Espectáculo de la Argentina.

## Historia
En 1994, Manuel Wirzt se alejó de la TV, tomándose un mes de descanso en Brasil donde comenzó, junto a Alberto Lucas, a esbozar un nuevo material.  
A su regreso a Buenos Aires, Wirzt y su banda se encerraron en los estudios ION y grabaron las bases del disco que se completaría en Los Ángeles, Estados Unidos, con la participación de algunos de los mejores músicos del mundo, como Billy Preston, Vinnie Colaiuta, Luis Conte y Tim Pierce, entre otros.   
"Magia" marca un hito en la carrera de Wirzt, sorprendiendo con un tema con un sonido totalmente distinto: "Rescata mi corazón". Esta canción, que sería cortina musical de los programas de Marcelo Tinelli durante casi tres temporadas, se convirtió en una de los más famosas e identificatorias de su trayectoria.    
Para presentar el disco, Wirzt realiza una extensa gira por toda la Argentina, colmando dos funciones en el Teatro Broadway en la mítica Avenida Corrientes de Buenos Aires.   
1995 continúa plagado de giras y hace un breve regreso a la TV, esta vez en un programa de Telefe y en una participación como conductor invitado en el segmento "In Situ" de la cadena MTV, grabado en Miami. Realiza más de 120 shows en teatros y estadios de la Argentina y países limítrofes. Corta un segundo sencillo, "Por ganar tu amor", nuevamente instalado como cortina en televisión, en esta oportunidad en una exitosa telenovela. Es el año de los premios, ya que gana el ACE por "Magia"como Mejor Álbum Artista Masculino Pop Rock, el Premio Prensario y es certificado Disco de Oro y Disco de Platino.

## Lista de canciones
| N.º | Título                   | Autores y compositores       | Duración |
| --- | ------------------------ | ---------------------------- | -------- |
| 1.  | Rescata Mi Corazón       | Alberto Lucas                | 2.53     |
| 2.. | Por Ganar Tu Amor        | Alberto Lucas                | 2.56     |
| 3.  | Magia                    | Manuel Wirzt / Alberto Lucas | 3.24     |
| 4.  | No Llores Por Nada       | Manuel Wirzt                 | 3.33     |
| 5.  | Walking Alone            | Manuel Wirzt / Alberto Lucas | 3.08     |
| 6.  | Por Ti Lo Haré           | Daniel Wirzt                 | 3.21     |
| 7.  | Más Que Nena             | Alberto Lucas                | 2.51     |
| 8.  | Una Mujer En La Playa    | Manuel Wirzt                 | 4.33     |
| 9.  | Antes De Amanecer        | Alberto Lucas                | 3.31     |
| 10. | No Me Des Vuelta La Cara | Manuel Wirzt                 | 3.52     |
| 11. | Brilla                   | Manuel Wirzt / Alberto Lucas | 3.00     |
| 12. | Duérmete                 | Manuel Wirzt                 | 1.40     |

## Músicos
- Zurdo Alaguibe - batería.
- Vinnie Colaiuta - batería en "Rescata mi corazón".
- Daniel Wirzt - batería en "Por ti lo haré"; pandereta en "Una mujer en la playa", "Antes de amanecer" y "No me des vuelta la cara".
- Luis Conte - percusión en "Magia", "Una mujer en la playa" y "Duérmete".
- Guillermo Vadalá - bajo.
- Freddy Valeriani - bajo en "Magia", "Walking alone" y "Brilla".
- Paul Dourge - bajo en "Una mujer en la playa".
- Indio Márquez - guitarras.
- Tim Pierce - guitarra en "Por ganar tu amor", "No llores por nada" y "Por ti lo haré".
- Grant Geissman - guitarra en "Rescata mi corazón", "Antes de amanecer" y "No me des vuelta la cara".
- Eduardo Rogatti - guitarras en "Antes de amanecer", "No me des vuelta la cara" y "Duérmete".
- Pollo Raffo - pianos y sintetizadores.
- Billy Preston - órgano Hammond en "Magia" y "Una mujer en la playa".
- Leandro Chiappe - teclados en "No llores por nada", "Más que nena" y "Brilla".
- Sebastián Schön - saxo en "Por ti lo haré"; teclados en "Por ti lo haré" y "Más que nena".
- Pablo Rodríguez - saxo en "Antes de amanecer".[4]

### Músicos adicionales
- Violines: Fernando Suárez Paz, Miguel Ángel Bertero, Sergio Polizzi, Julio Peressini, Leonardo Suárez Paz
- Cellos: Carlos Nozzi, Marcelo Bru, Néstor Tedesco.
- Vientos: Oscar Serrano (trompeta), Enrique Gioia (trompeta), Pablo Rodríguez (saxo alto), Juan Pablo Compaired (saxo tenor), Bebe Ferreyra (trombón), Víctor Scorupski (saxo barítono).
- Coros: Ana Carfi, Alicia Iacovello, Katie Viqueira, Coro Chiquicanto del Instituto San Felipe Neri (dirigido por Graciela Ducau).[4]